# Andrea Saltini
Andrea Saltini (Carpi, 4 maggio 1974) è un pittore, poeta e direttore artistico italiano.

## Biografia e formazione
Nato a Carpi da una famiglia di piccoli imprenditori del tessile, Saltini è un pittore figurativo che lavora su dipinti di grande formato eseguite con tecniche miste su tavola e tela. Dopo il diploma in Maestro d'arte ha conseguito un Master UDP in comunicazione con una tesi dal titolo: Come parlare sporco e influenzare la gente.

## Temi
Le sue opere mostrano riferimenti espressionisti e surrealisti e sono presenti in importanti collezioni pubbliche e private in Italia e all’estero. Oggi è rappresentato da diverse gallerie nazionali ed internazionali. Lavora regolarmente a Carpi, ma espone in tutto il mondo.

## Principali eventi ed esposizioni
2017
- Andrea Saltini The Razor Edge a cura di Alessandra Redaelli, Fondazione Maimeri, M.A.C. Milano, Italia
- Imaginaria a cura di Carmen Hust. (European city of culture 2017) Frederiksberg, Danimarca
- Andrea Saltini Tu più di chiunque altro a cura di Valentina Stoeckli. Zenzero Art Gallery[1], Lugano, Svizzera
- Tranöi Show Première Vision (International Fashion Trade Shows) Carreau du Temple,(Marais district, replaces Cite de la Mode et du Design), Parigi, Francia

2016
- Andrea Saltini - Mi Buenos Aires querido prj. (artist in residence) a cura di Alicia Candiani & Daniela Ruiz Moreno.[2] Fundación ‘ACE para el Arte Contemporáneo,[3] Buenos Aires, Argentina
- RSA open 2016[4]. The Royal Scottish Academy of Art and Architecture, Edimburgo, Regno Unito
- Tranöi Show[5] (International Fashion TradeShows), Palais de la Bourse, Parigi, Francia

2015
- Io e tutti gli altri uomini di Atlantide prj (Artist retreat) a cura di Alvira & Aloette Ferreira. Imaginarium The Studio[6], Port St Francis, Eastern Cape, South Africa
- Affinità e divergenze tra me e Daniel Defoe a proposito del naufragio del signor Crusoe a cura di Marina Burani, Maura Ferrari. Palazzo Pallavicino, Parma, Italia
- The ways of art VII edition Royal Opera Arcade (ROA)[7] Gallery, London, Regno Unito
- Mirabilia Introduzione Critica Chiara Messori. Proofil Zdjęcia Galerii, Poznań, Polonia
- Passion for freedom 7th[8] a cura di Federation of British Artist. Mall Gallery[9], London, Regno Unito
- LYNX’14#2 a cura di Il Sestante Ass. C. Lokarjeva Galerija, Ajdovščina, Slovenia[10]

2014
- Premio Vasto[11] 2014 a cura di Artibus Ass. C. Palazzo Aragonese, Vasto (CH), Italia
- Nutri il lupo d'inverno ti divorerà d'estate a cura di Noumea, Portofino Dis.  Ex Filanda Motta,[12] Campocroce di Mogliano Veneto (TV), Italia

2013
- Volare via dal mondo - 55th Biennale di Venezia a cura di Fabio Anselmi, Francesco Elisei. San Stae, Venezia, Italia
- Never again a cura di CCB Private Bank.[13] Agricultural Exhibition Center[14], World Trade Center CCB Beijing, Pechino, Cina
- Sankta Sango a cura di PAM, Napoli, Università Suor Orsola Benincasa  Napoli. Castel dell’Ovo, Napoli, Italia

2012...
- Il tuo cuore è troppo centrale e tu non sei che carne umana a cura di Marinella Bonaffini, C9 Contemporary Art Sassuolo, Sassuolo (MO), Italia
- Sesso e morte fino a 14 anni a cura di Rosanna Magro. Galleria Magrorocca, Milano, Italia
- Se regali un martello ad un bambino tutto il mondo diventa un chiodo a cura di Sonia Fabbrocino. Galleria Artealcontrario, Modena, Italia
- Io, Superman e gli altri introduzione Critica Marinella Bonaffini. A cura di Giuliano Garagnani. Galleria Master Mirror, Modena, Italia

## Riconoscimenti e premi
- 2016 RSA Open Prize ’16, The Royal Scottish Academy of Art and Architecture, Edimburgo (Regno Unito)
- 2016 Portrait Prize[15] ’16 official selection, Zingel Place, Bega Valley, New South Wales (Australia)
- 2015 Premio LYNX ’15, Trieste (Italia)
- 2015 TIAF 2015[16], Rag Factory, London (Regno Unito)
- 2015 Passion for Freedom VII[17], Mall Gallery, London (Regno Unito)
- 2015 Aarthur, sélection officielle, Espace29, Bordeaux (Francia)
- 2015 Articulate #4[18], Escola Massana Centre d’Art y Disseny, Barcellona (Spagna)
- 2014 Credere la Luce IX, Selezione Ufficiale, Teramo (Italia)
- 2013 Partecipazione alla 55ª Biennale di Venezia, Palazzo Enciclopedico, Venezia (Italia)
- 2013 Premio Sankta Sango[19], Castel dell’Ovo + PAM, Napoli (Italia)
- 2012 Premio Solaris, Tolentino/Macerata (Italia)
- 2009 54th Festival dei 2 Mondi, Selezione ufficiale Spoleto (Italia)
- 2009 SantarcangeloImmensa, 39° Santarcangelo dei Teatri - Festival Internazionale del Teatro in Piazza, Santarcangelo di Romagna (Italia)
- 2008 Espacio Enter Prize, Videocreation, Tenerife (Isole Canarie, Spagna)
- 2006 XXL, GAI[20] Giovani d’Arte/Modena Abitare, Modena (Italia)
- 2004 Targa Morandi, Centro Studi Morandi, Bologna (Italia)

## Andrea Saltini & Gruppo Kobaiashy (1999-2010)
Andrea Saltini fonda nel 1999 Andrea Saltini & Gruppo Kobaiashy, un collettivo di musicisti, attori e danzatori con il quale per più di un decennio dirige performances, Tanztheater Wuppertal e grandi allestimenti da lui scritti e ideati. Tra il 2004 e il 2006 il collettivo collabora attivamente con il Festivalfilosofia di Modena, Carpi e Sassuolo, diretto da Michelina Borsari. Nel 2007 la performance L'Abominevole donna delle nevi prj rientra nella selezione ufficiale MiBAC 07 del Ministero per i beni e le attività culturali e viene messa in scena al Castello di Torrechiara di Parma. Nel 2008 il progetto performativo Oskar S. viene selezionato al 39° Santarcangelo dei Teatri - Festival Internazionale del Teatro in Piazza Immensa di Santarcangelo di Romagna diretto da Chiara Guidi della Socìetas Raffaello Sanzio. Nel 2008 la performance Bazar Teheran 3550.6904 km Persepolis scritta a quattro mani con Stefania Frattini, viene selezionato per MArteLive di Roma.
Nel 2010 L’Oskar Moldoror (vivere la vita imitando la vita) viene ospitato presso il 54º Festival dei Due Mondi di Spoleto